# Gerhard Mayer
Gerhard Mayer (ur. 20 maja 1980 w Wiedniu) – austriacki lekkoatleta, dyskobol.

## Osiągnięcia
- złoty medal Uniwersjady (Bangkok 2007)
- 8. miejsce podczas mistrzostw świata (Berlin 2009)
- 2. miejsce w zawodach II ligi drużynowych mistrzostw Europy (Belgrad 2010)
- srebrny medalista (w drużynie) igrzysk europejskich (2015) – indywidualnie triumfował w rzucie dyskiem z wynikiem 59,48[1].
- wielokrotny mistrz i rekordzista kraju

W 2008 reprezentował Austrię podczas igrzysk olimpijskich w Pekinie, 18. lokata w eliminacjach nie dała mu awansu do finału. Na igrzyskach w Londynie (2012) także odpadł w eliminacjach (24. miejsce).

## Rekordy życiowe
- rzut dyskiem – 67,20 (2015) były rekord Austrii